# Aber
Aber es una palabra celta que significa «estuario» o «desembocadura de un río», y que describe un accidente geomorfológico similar a una ría (palabra gallega). Designa la desembocadura de un valle de un río inundado por el mar. La geografía internacional utiliza preferentemente la palabra «ría», aunque en Francia (en bretón) y en el país de Gales (en galés) también se usa el término «aber».
A diferencia de un fiordo —que es profundo y de escarpadas laderas laterales ya que fue tallado por un glaciar (se habla de profundización glaciar, porque un glaciar es capaz de excavar por debajo del nivel del mar)—, un aber designa un valle no glaciar de un río costero inundado por la elevación del nivel del mar.
Los nombres de lugares con «aber» son muy comunes en algunas partes del Reino Unido, como en Gales y en la costa este de Escocia, y en menor medida Cornualles, así como en Bretaña.

## Ejemplos de abers
Las costas en que se usa el término aber son, principalmente, la costa bretona, la irlandesa y la galesa, aunque la costa atlántica de Norteamérica, entre Nueva York y el cabo Hatteras, también es una costa de abers o rías. 

### Reino Unido
En el Reino Unido, en especial en Gales, muchas ciudades costeras tienen nombres formado por el prefijo «aber» y el nombre de un río, como:
- en Gales,  Aberaeron, Aberarth, Abercarn, Aberdare, Aberffraw, Aberdaughleddau, Aberffraw, Abergavenny, Abertawe (Swansea), Abertillery o Aberystwyth;
- en Escocia, Abercorn, Aberdeen o Aberdour, Arbroath;
- en Inglaterra, Aberplymm (Plymouth, Devon);

### Francia
- Abers en Finisterre (Francia):
  - Aber-Wrac'h (Aber Ac'h);
  - Aber-Benoît (Aber Benniged);
  - Aber-Ildut (Aber Iltud);
  - La rada de Brest tiene varios abers, como los del río Élorn y el del río Aulne.

- Aber o ría  en Côtes-d'Armor:
  - Estuario del río Trieux (que separa el Trégor de Goëlo);

- Aber o ría en Ille-et-Vilaine:
  - Valle del río Rance;

- Aber o ría en Morbihan:
  - Ria del Étel.